# Odette Kayitesi
 (janvier 2025).
Pour les articles homonymes, voir Kayitesi.
Odette Kayitesi est une femme politique et éducatrice burundaise. Elle était ministre de l'Agriculture et de l'Élevage du Burundi. Elle a été nommée à ce poste en 2010 par l'ancien président du Burundi, Pierre Nkurunziza. Kayitesi a été ministre de l'Agriculture et de l'Élevage du 30 août 2010 au 18 juin 2015,.